# Jakub Wawszczyk
Jakub Wawszczyk (ur. 11 stycznia 1998 w Lipnie) – polski piłkarz, występujący na pozycji obrońcy i pomocnika..

## Życiorys
Jako junior występował w Mieni Lipno, Zawiszy Bydgoszcz i Arce Gdynia. W 2015 roku został włączony do seniorów Arki. Początkowo występował jedynie w rezerwach klubu, był także wypożyczany do takich klubów, jak KS Chwaszczyno, Olimpia Grudziądz, KP Starogard Gdański i Radomiak Radom. Oficjalnie w pierwszej drużynie Arki Gdynia zadebiutował 21 września 2019 w wygranym 4:1 meczu z ŁKS Łódź i był to jednocześnie jego debiut w ekstraklasie. W sezonie 2019/2020 rozegrał czternaście spotkań w najwyższej polskiej klasie rozgrywkowej, a jego klub spadł wówczas do I ligi. W lipcu 2021 roku na zasadzie wolnego transferu przeszedł do Sandecji Nowy Sącz, gdzie rozegrał trzy ligowe mecze, podobnie jak w kolejnym klubie – Stali Mielec. Latem 2022 roku podpisał dwuletni kontrakt z Polonią Warszawa. 18 lipca 2023 został zawodnikiem beniaminka I ligi Znicza Pruszków.
.

## Statystyki ligowe
| Sezon         | Klub                 | Liga        | Mecze | Gole |
| ------------- | -------------------- | ----------- | ----- | ---- |
| 2015/2016     | Arka II Gdynia       | III liga    | 7     | 0    |
| 2016/2017 (w) | KS Chwaszczyno       | III liga    | 15    | 0    |
| 2017/2018 (j) | Olimpia Grudziądz    | I liga      | 0     | 0    |
| 2017/2018 (w) | KP Starogard Gdański | III liga    | 15    | 0    |
| 2018/2019     | Radomiak Radom       | II liga     | 28    | 0    |
| 2019/2020     | Arka Gdynia          | Ekstraklasa | 14    | 0    |
| 2020/2021     | Arka Gdynia          | I liga      | 6     | 0    |
| 2021/2022 (j) | Sandecja Nowy Sącz   | I liga      | 3     | 0    |
| 2021/2022 (w) | Stal Mielec          | Ekstraklasa | 3     | 0    |
| 2022/2023     | Polonia Warszawa     | II liga     | 25    | 0    |
| 2024          | FK Riteriai          | Pirma lyga  | 9     | 1    |
| 2025          | FK Riteriai          | A lyga      | 13    | 1    |